# Гірничий присяжний
Гірничий присяжний — посадова особа у середні віки при гірничих роботах певного регіону, чи рудного району. Гірничі присяжні були радниками і помічниками бергмайстра.
Наводимо уривок з праці Георга Агріколи De Re Metallica (1556 р.), який саме присвячений опису гірничих посад часів пізнього Середньовіччя:
| Гірничих присяжних (присяжні гірничі наглядачі) обирають з людей, досвідчених у гірничій справі, що користуються загальною довірою . Число їх залежить від більшої чи меншої кількості гірничих підприємств в даній місцевості. Так, якщо є 10 гірничих підприємств, п'ять пар присяжних утворюють десятичленну колегію. Вони поділяються на стільки відділень, на скільки ділянок розділені всі місцеві гірничі підприємства, що утворюють як би єдину корпорацію. Кожна пара гірничих присяжних зазвичай в окремі робочі дні оглядає частину рудників, що знаходяться під її опікою, так що в більшості випадків протягом 14 днів вони здійснюють їх повний обхід . Вони входять в окремі подробиці, обговорюють і обмірковують зі штейгерами питання, що стосуються розробок, машин, кріплення і всього іншого. Вони встановлюють, іноді разом зі штейгерами відповідного гірничого підприємства, більшу або меншу ставку робітникам за лахтер розроблюваної жили чи за її проходку в цілому в залежності від твердості або м'якості породи. Бергмайстер у відсутність гірничих присяжних, які є його радниками і помічниками, не затверджує відводів, що не обміряє і не обмежовує їх, не дозволяє суперечок про межі копалень, не виносить ніяких інших рішень і не заслуховує ніяких прибутково-видаткових звітів. |